# Basketball Federation of Democratic Republic of Congo
Die Basketball Federation of Democratic Republic of Congo (französisch Fédération de basket-ball de la République démocratique du Congo; Febaco) ist der offizielle Basketballverband in der Demokratischen Republik Kongo. Er hat seinen Sitz in Kinshasa.

## Geschichte und Aufgaben
Der Verband ist Mitglied der Fédération Internationale de Basketball (FIBA) und damit auch Mitglied der FIBA-Afrika. Präsident des Verbandes ist zur Zeit Paulin Kabongo Biaya. Sein Generalsekretär ist André Komichelo Mwanam Kasongo.
Der Verband ist für die Organisation, Leitung und Entwicklung des Basketballsports in Kongo (DR) verantwortlich. Der Verband vertritt den Basketballsport gegenüber Behörden sowie nationalen und internationalen Sportorganisationen.
Zusätzlich verteidigt der Verband auch die moralischen und materiellen Interessen des Basketballs in Kongo (DR). Der Verband organisiert die Nationale Meisterschaft und ist für die Basketballnationalmannschaft der Herren und der Damen verantwortlich.

## Infos zum Verband
| Kriterium                 | Fakten                        |
| ------------------------- | ----------------------------- |
| Sitz                      | Kinshasa                      |
| Gründungsjahr             |                               |
| FIBA-Mitglied             | Ja                            |
| Jahr des FIBA-Beitritts   |                               |
| Kontinentaler Verband     | FIBA Afrika                   |
| Aktueller Präsident       | Paulin Kabongo Biaya          |
| Aktueller Generalsekretär | André Komichelo Mwana Kasongo |
| Höchste Liga              |                               |
| Sonstiges                 |                               |

## Listen von Funktionären
Diese Listen sind eine Aufstellung von Funktionären des Basketballverbandes der DR Kongo (Kinshasa).

### Liste von Präsidenten
| Name                 | von | bis   | Beleg |
| -------------------- | --- | ----- | ----- |
| Paulin Kabongo Biaya |     | heute | [ 1 ] |
| Boni Mwawatadi       |     |       |       |

### Liste von Generalsekretären
| Name                          | von | bis   | Beleg |
| ----------------------------- | --- | ----- | ----- |
| André Komichelo Mwana Kasongo |     | heute | [ 1 ] |